# 여주 이씨 옥산문중 전적 - 정덕계유사마방목
여주이씨 옥산문중 전적 - 정덕계유사마방목(驪州李氏 玉山門中 典籍 - 正德癸酉司馬榜目)은 대한민국 경상북도 경주시 안강읍, 독락당에 있는 조선시대의 금속활자본 책이다. 1970년 12월 30일 대한민국의 보물 제1464호 정덕계유사마방목(正德癸酉司馬榜目)으로 지정되었다가, 2006년 4월 28일 여주이씨 옥산문중 소장 전적 일괄에 대한 추가지정에 따른 효율적 관리를 위하여 여주이씨 옥산문중 소장 전적으로 명칭을 변경하고 대한민국의 보물 제524-1호로 변경되었다.

## 개요
여주이씨 옥산문중 전적 - 정덕계유사마방목(驪州李氏 玉山門中 典籍 - 正德癸酉司馬榜目)은 조선 중종 8년(1513)에 실시한 사마시의 합격자 명단이다. 사마시는 생원시와 진사시로 구분되는데, 생원시 합격자 가운데 조선 전기의 대학자인 회재 이언적(1491∼1553)이 포함되어 있는 것이 눈에 띈다. 이것은 바로 그가 지니고 있던 것으로 책장머리에 '여성이씨', '회재복고'의 두 도장이 찍혀있다. 구성을 보면 합격한 사람들의 자와 본관, 주소, 부의 이름을 적어놓았으며, 을해자 활자본이다.
이 사마방목은 조선시대 과거제도 및 주요 인물들의 전기를 연구하는데 도움이 되며, 또한 예종 원년(1469)에 실시한 사마방목을 성종 7년(1476)에 갑인자로 찍어낸 것에 이어 2번째로 오래된 것이다.

## 사진

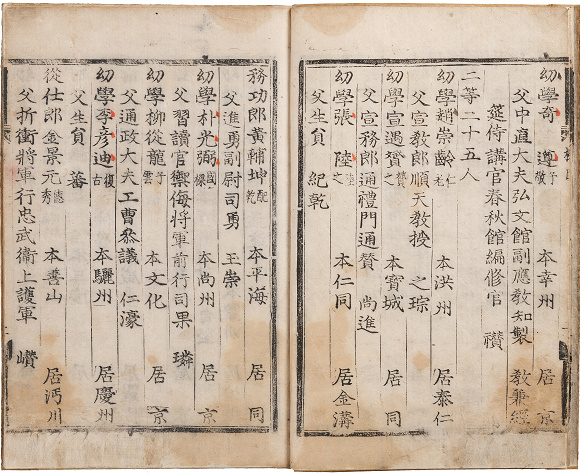
내지

## 같이 보기
- 독락당
- 정덕계유 사마방목 - 경상남도 유형문화재 제405호

## 참고 자료
- 여주 이씨 옥산문중 전적 - 정덕계유사마방목 - 국가유산청 국가유산포털